# 29. п. н. е.

## Догађаји
- Октавијан Цезар по пети пут постаје римски конзул. Колега му је Секст Апулеј. Уручена му је титула императора, а по трећи пут у римској историји врата Јанусовог храма су затворена, што означава мир.